# Чёрная львинка

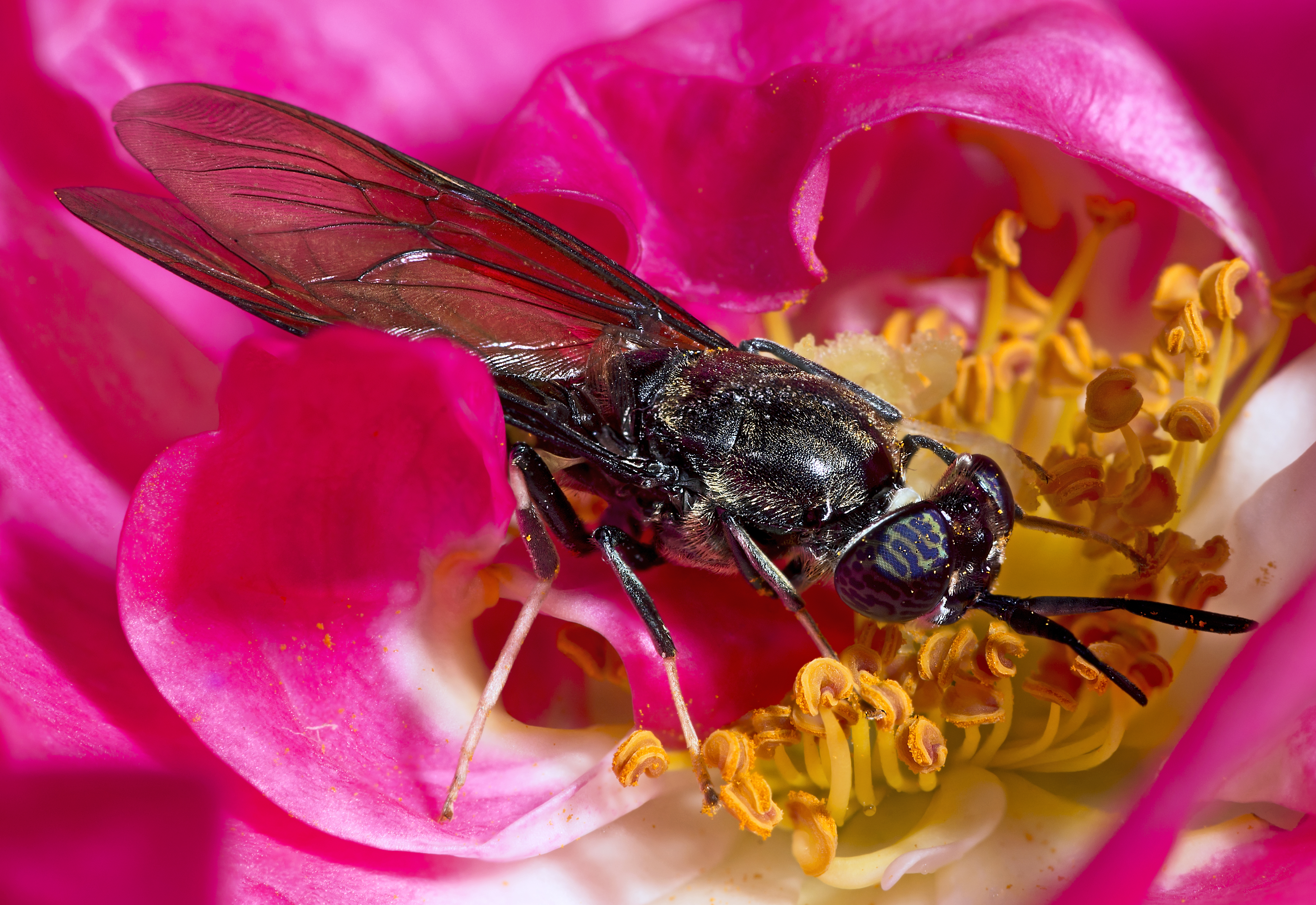
Муха на цветке.

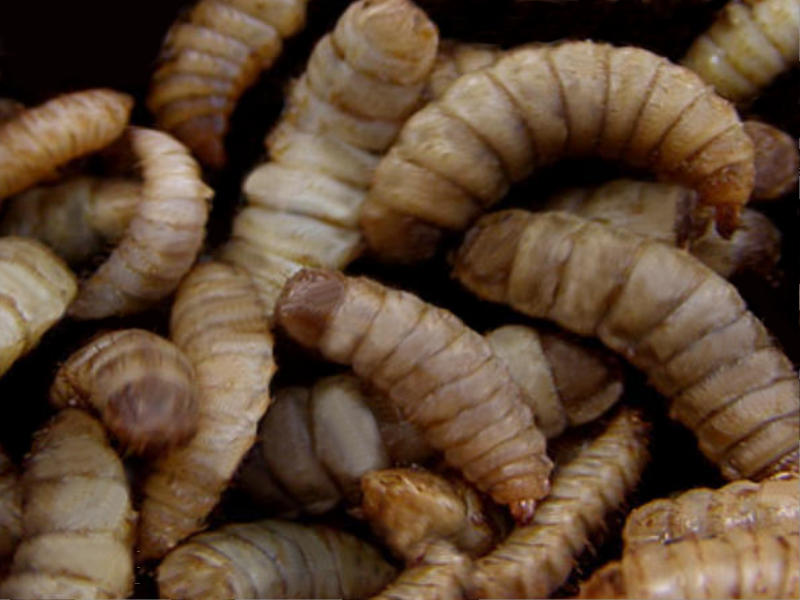
Личинки (Larvae of Hermetia illucens)

Чёрная львинка (лат. Hermetia illucens) — вид двукрылых из семейства львинок.

## Описание
Мухи длиной от 15 до 20 мм. Самки немного больше самцов. Тело полностью черное. Только голени и лапки белые.
Личинки белого или жёлтого цвета с жёлто-коричневой головой. Длина тела до 27 мм. Они развиваются в различных разлагающихся органических веществах растительного и животного происхождения, в том числе, овощах и фруктах, компосте, навозе, в протухшей рыбе, канализационных сбросах и т. д.

## Распространение
Встречается преимущественно в тропических и субтропических районах. Родиной является тропические области Южной Америки. Была завезена человеком в последние десятилетия на все континенты. В Европе самые северные находки сделаны на юге Германии и Чехии. Самая восточная находка в Западной Палеарктике сделана на Черноморском побережье России в Краснодарском крае.

## Жизненный цикл
Взрослая самка одновременно откладывает от 206 до 639 яиц. Яйца обычно откладываются в расщелинах или рядом с разлагающимися веществами, такими как навоз или компост, вылупляются примерно через 4 дня. Только появившиеся личинки около 1 мм в диаметре и к концу стадии личинки способны достигать 25 мм длины и от 0,10 до 0,22 граммов веса. Личинки способны питаться самыми разнообразными органическими веществами, адаптируясь к рациону с различным содержанием питательных веществ. Стадия личинки длится от 18 до 36 дней и во многом зависит от поедаемой ею пищи. Стадия куколки длится от 1 до 2 недель. Взрослые особи могут прожить от 47 до 73 дней, если их снабжают водой и пищей, например сахаром в неволе, который заменяет нектар в условиях дикой природы. На собственных жировых запасах отложенных во время личиночной стадии взрослая особь живёт примерно 8—10 дней если ей предоставляется вода.

## Использование человеком
Личинки и взрослые особи не считаются вредителями. Личинки как и дождевые черви играют важную роль в разложении органических субстратов и возвращения из этих субстратов питательных веществ обратно в почву. Личинки обладают ненасытным аппетитом и могут быть использованы для компостирования бытовых пищевых и сельскохозяйственных отходов.
Личинок используют в качестве корма. Собранные куколки и предкуколки поедаются домашней птицей, рыбой, свиньями, ящерицами, черепахами и даже собаками. Это насекомое является одним из немногих видов насекомых, одобренных для использования в качестве корма в аквакультуре в ЕС.
Личинки чёрной львинки вызывают герметиоз. При этом они съедобны (в том числе для людей) и являются отличным источником белков. Существует возможность их целенаправленного разведения. Это насекомое разводят в промышленном масштабе в качестве альтернативного источника белка и жира для кормовых целей и в качестве сырья для химической промышленности. Насекомое также может использоваться для ремедиации биомассы.
В октябре 2023 года Российское правительство признало разведение мухи черная львинка особым видом сельскохозяйственной деятельности. Распоряжением от 10.10.2023 № 2761-р в перечень сельхозпродукции внесены: продукция, жиры, яйца, мука тонкого и грубого помола из мухи черная львинка. А также гранулы и пюре из ее личинок, и сами личинки живые, охлажденные и замороженные.